# Aeropuerto Internacional de Atlantic City
El Aeropuerto Internacional de Atlantic City (en inglés, Atlantic City International Airport) (IATA: ACY, OACI: KACY, FAA LID: ACY)es un aeropuerto civil-militar conjunto a 10 millas (16 km) al noroeste de Atlantic City, Nueva Jersey, en el Municipio de Egg Harbor, la sección de Pomona del Municipio de Galloway y en el municipio de Hamilton. Se puede acceder al aeropuerto por la salida 9 de Atlantic City Expressway. La instalación es operada por la Autoridad de Transporte del Sur de Jersey (SJTA) y la Autoridad Portuaria de Nueva York y Nueva Jersey, que realiza funciones de gestión selectas. La mayor parte del terreno es propiedad de la Administración Federal de Aviación y está arrendado a la SJTA, mientras que la SJTA es propietaria del edificio de la terminal.
La instalación también es una base para la 177.ª Ala de Combate de la Guardia Nacional Aérea de Nueva Jersey que opera el F-16C/D Fighting Falcon, y la Estación Aérea de la Guardia Costera de Estados Unidos en Atlantic City que opera el Eurocopter HH-65 Dolphin. El aeropuerto está al lado del Centro Técnico William J. Hughes de la FAA, un importante centro de investigación y pruebas para la Administración Federal de Aviación y un centro de capacitación para el Servicio Federal Air Marshal. También fue un lugar de aterrizaje alternativo designado para el transbordador espacial.
El aeropuerto es servido por Spirit Airlines, que opera aviones de pasajeros Airbus A319, Airbus A320 y Airbus A321. Además, Caesars Entertainment tiene vuelos a ciudades al este del río Misisipi en su Total Rewards Air. Esto se ofrece como una carta programada durante todo el año. United Airlines operó una serie de vuelos a partir de abril de 2014, pero decidió que los vuelos no eran viables y suspendió el servicio el 3 de diciembre de 2014.
La Autoridad de Transporte del Sur de Jersey ha delineado planes para expansiones masivas de terminales (además de las iniciativas actuales) que podrían ser necesarias si más aerolíneas operan en el aeropuerto. El tráfico de pasajeros en el aeropuerto en 2011 fue de 1 404 119, lo que lo convierte en el 102.º aeropuerto más transitado del país. La SJTA es propietaria de un área pequeña alrededor de la terminal y alquila pistas y otras tierras a la FAA.

## Instalaciones
El Aeropuerto Internacional de Atlantic City cubre 2000 ha (5000 acres) a una altitud de 23 m (75 pies) sobre el nivel medio del mar. Tiene dos pistas: 4/22 tiene 1873 x 46 m (6144 por 150 pies) de asfalto/concreto y 13/31 que es de 3048 x 46 m (10 000 por 150 pies) de asfalto.

### Terminal
El Aeropuerto Internacional de Atlantic City tiene una terminal. Varias aerolíneas chárter operan fuera de la terminal, junto con vuelos programados de Spirit Airlines. La terminal tiene un diseño pequeño, lo que la convierte en una alternativa al Aeropuerto Internacional de Filadelfia o al Aeropuerto Internacional Libertad de Newark.
Los pasajeros ingresan a la terminal en el nivel inferior que tiene los mostradores de check-in, una pequeña parrilla y una tienda de regalos. El reclamo de equipaje se encuentra en este nivel, con tres carruseles. Después del check-in, los pasajeros proceden al control de seguridad, también en este nivel. Después del control de seguridad, escaleras y escaleras eléctricas conducen al nivel de salidas. Las 10 puertas están aquí, con varias abiertas para su uso por chárteres y varias utilizadas por los transportistas programados. Todas las puertas son uniformes, sin personalización por parte de las aerolíneas. También en el segundo nivel hay una cafetería, un bar y un quiosco.
Hay conexión Wifi gratuita en toda la terminal.

### Estacionamiento
El Aeropuerto Internacional de Atlantic City tiene un estacionamiento de seis pisos con una pasarela cubierta a pocos pasos del edificio de la terminal. El estacionamiento en la superficie se encuentra a poca distancia y se proporciona servicio de transporte desde el área de estacionamiento económico hasta el edificio de la terminal.
El estacionamiento tiene instalaciones de alquiler de automóviles para Enterprise, Hertz, Avis y Budget.

### Transporte terrestre
El servicio de taxi está disponible en la acera y la Atlantic City Jitney Association, ubicada en la terminal del aeropuerto, fuera del área de reclamo de equipaje, brinda un servicio de transporte. Un autobús lleva a los pasajeros a la estación ferroviaria de Egg Harbor City, que brinda servicio a la línea Atlantic City, que se extiende entre la Estación de la Calle 30 en Filadelfia y la terminal ferroviaria de Atlantic City. Los traslados a la estación de tren de Egg Harbor conectan con los traslados al centro de visitantes en el Centro Técnico de la FAA y la Universidad Stockton, así como también a las líneas de autobús al PATCO Speedline en la estación Lindenwold.

### Restaurantes y salones
- Euro Café / Hudson News
- Deuce's Wild
- Pub con cerveza artesanal Samuel Adams
- Thrasher's

### Proyectos de construcción actuales
La Autoridad de Transporte del Sur de Jersey comenzará la construcción de una nueva estación de rescate y extinción de incendios de aeronaves en el Aeropuerto Internacional de Atlantic City. El nuevo edificio de 45,000 pies cuadrados contará con compartimientos para vehículos, áreas administrativas y de vivienda para el personal, instalaciones mejoradas para equipos y aparatos, así como espacio para los requisitos de capacitación.
Los trabajos comenzaron en agosto de 2011 para mejorar las instalaciones de control de pasajeros en el aeropuerto. La expansión del puesto de control consistirá en la adición de tres nuevos carriles de inspección, así como en mejoras a la infraestructura del aeropuerto. La TSA suministrará el nuevo equipo de cribado para el área ampliada. La expansión también incluye el desarrollo de una estación de Servicios de Inspección Federal. En el marco de este proyecto, el equipo incluirá puertas y puentes de carga de pasajeros adicionales, nuevas actualizaciones tecnológicas, mejoras en el carrusel de equipaje, mayor espacio comercial y mejores capacidades de facturación.

### Posibles proyectos de construcción futuros
Se ha presentado un proyecto de ley en la legislatura de Nueva Jersey que establecería una estación de tren en el aeropuerto que se convertiría en parte de la línea Atlantic City de NJ Transit. No se ha elaborado ningún financiamiento o presupuesto específico, pero las estimaciones para el proyecto oscilan entre $25 millones y $30 millones de dólares.

## Aerolíneas y destinos

### Pasajeros
En 2017 el aeropuerto tuvo 53,506 operaciones de aeronaves, un promedio de 147 por día: 41% militares, 15% comerciales regulares, 35% aviación general y 9% taxi aéreo. Entonces, 46 aviones tenían su base en este aeropuerto: 24% monomotor, 4% jet, 24% helicóptero y 48% militar.
| Aerolíneas      | Destinos |
| --------------- | --- |
| Allegiant Air   | Fort Lauderdale (inicia el 11 de diciembre de 2025), Orlando/Sanford (inicia el 19 de diciembre de 2025), Punta Gorda (FL) (inicia el 13 de febrero de 2026), San Petersburgo/Clearwater (inicia el 13 de febrero de 2026) |
| Spirit Airlines | Fort Lauderdale, Fort Myers, Myrtle Beach, Orlando, Tampa, West Palm Beach Estacional: Miami |

## Estadísticas

### Tráfico anual
| Año  | Pasajeros | % Cambio |
| ---- | --------- | -------- |
| 2012 | 1,385,878 | —        |
| 2013 | 1,132,898 | 18.3%    |
| 2014 | 1,211,667 | 7.0%     |
| 2015 | 1,200,293 | 0.9%     |
| 2016 | 1,207,273 | 0.6%     |
| 2017 | 1,102,092 | 8.7%     |
| 2018 | 1,164,937 | 5.7%     |
| 2019 | 1,134,745 | 2.6%     |
| 2020 | 450,636   | 60.3%    |
| 2021 | 867,039   | 92.4%    |
| 2022 | 955,947   | 10.3%    |
| 2023 | 926,112   | 3.1%     |
| 2024 | 1,042,253 | 12.5%    |